# Salvador Salcedo López
Salvador Salcedo López (València 1939 -1999) fou un sociòleg valencià.
Llicenciat en Dret per la Universitat de València, però més avant va ampliar els seus estudis a la universitat de Torí. Encara més, des dels inicis de la càtedra va exercir de professor de Sociologia en la Universitat de València a partir de 1974. La seua especialització va ser cap a la sociologia de la cultura, la literatura o la ideologia.
No obstant això, és amb l'obra: Integrats, rebels i marginals (Subcultures jovenívoles al País Valencià) (1974), quan assoleix major notorietat.
Aquest va ser el primer estudi sobre la joventut valenciana on s'analitzaven les subcultures juvenils emergents en el País Valencià de principis dels anys 70, així com les seues problemàtiques, conflictes intergeneracionals i característiques. Altres assajos destacables son La Societat Actual (1975) i Industrialització i Modernització: etapes i perspectives socials (1996).